# Gemenebestspelen 2022
De Gemenebestspelen van 2022 (in het Engels officieel: XXII Commonwealth Games; officieus: Birmingham 2022) werden van 28 juli tot en met 8 augustus in de Britse stad Birmingham gehouden. Het was de 22e editie van het internationale multisportevenement en de derde keer dat de Spelen in Engeland werden georganiseerd, nadat Londen (1934) en Manchester (2002) eerder al gaststad zijn geweest. Er deden ruim vijfduizend atleten uit de 72 landen van het Gemenebest mee aan de Spelen, verspreid over meer dan 280 evenementen in 20 sporten.

## Voorbereiding

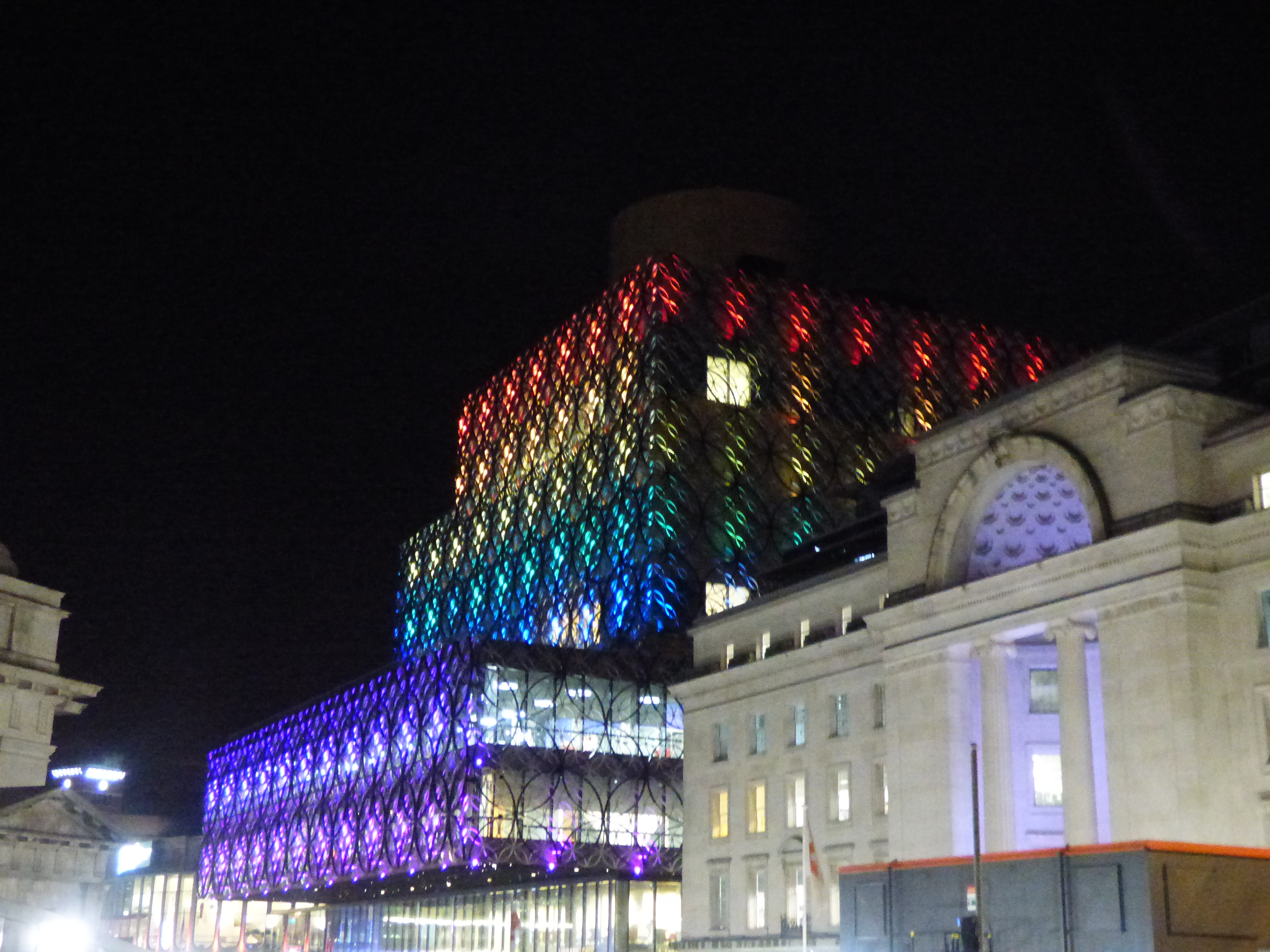
De bibliotheek van Birmingham werd in regenboogkleuren verlicht om de toewijzing van de Gemenebestspelen te vieren.

### Toewijzing
In eerste instantie hadden twee steden zich beschikbaar gesteld voor de organisatie van de Gemenebestspelen van 2022: Durban in Zuid-Afrika en Edmonton in Canada. Edmonton trok zich in februari 2015 terug, waarna Durban zich in september datzelfde jaar als enige stad kandideerde bij de Commonwealth Games Federation (CGF) en de organisatie toegewezen kreeg. De Zuid-Afrikaanse stad had eerder overwogen om zich kandidaat te stellen voor de Olympische Spelen van 2020 of 2024, maar zag daar uiteindelijk vanaf om zich te richten op de organisatie van de Gemenebestspelen. De Spelen zouden geopend worden op 18 juli 2022 – de geboortedag van de voormalige Zuid-Afrikaanse president Nelson Mandela – en het zou de eerste keer zijn dat het evenement in Afrika plaats zou vinden. In februari 2017 werd gemeld dat Durban omwille van financieringsproblemen de organisatie aan zich voorbij zou moeten laten gaan en een maand later werd dit bevestigd toen de CGF de stad zijn toewijzing ontnam.
In maart 2017 werd de toewijzingsprocedure voor de Spelen hervat waarbij de Engelse steden Liverpool en Birmingham aangaven de organisatie mogelijk op zich te willen nemen. Manchester – dat in 2002 al gaststad was – toonde eveneens interesse maar zag er vanaf om zich afzonderlijk kandidaat te stellen om de andere steden een kans te geven. Er werd bovendien een gezamenlijke kandidaatstelling van Birmingham, Liverpool, Londen en Manchester geopperd. In april 2017 vroeg de Britse regering de steden om hun plannen uit te werken, waarna alleen Liverpool en Birmingham een voorstel bij het Department for Digital, Culture, Media and Sport (DCMS) indienden; Londen had in de tussentijd namelijk laten weten af te zien van de Gemenebestspelen om zich te richten op de wereldkampioenschappen atletiek en para-atletiek van 2017. In september 2017 werd Birmingham bij de Engelse voorselectie verkozen boven Liverpool en nadat het bod bij de CGF was ingediend, werd in december datzelfde jaar bekendgemaakt dat Birmingham de Gemenebestspelen van 2022 zal organiseren.

### Organisatie
De Birmingham Organising Committee for the 2022 Commonwealth Games (BOCCG) was verantwoordelijk voor het plannen en organiseren van de Spelen. Onder de taken viellen onder meer het management van de sporten, accommodaties en competities, de kaartverkoop, de openings- en sluitingsceremonie en de Queen's Baton Relay. De organisatie had haar hoofdkantoor in One Brindleyplace in Westside en zetelde daar tot december 2022. John Crabtree werd in juli 2018 door de toenmalige Britse premier, Theresa May, aangesteld als voorzitter van de BOCCG en in januari 2019 werd Ian Reid tot directeur benoemd.

### Accommodaties

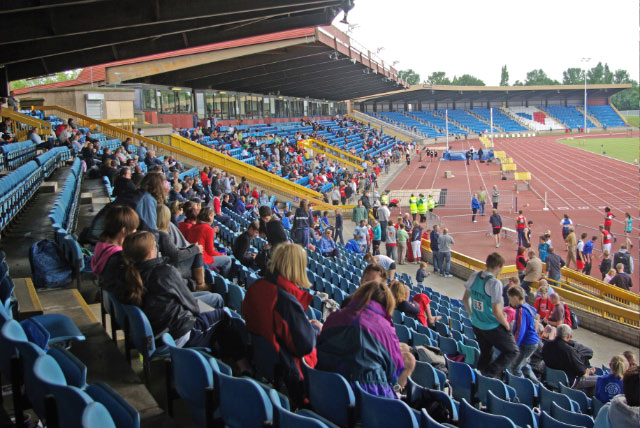
Alexander Stadium (2009)

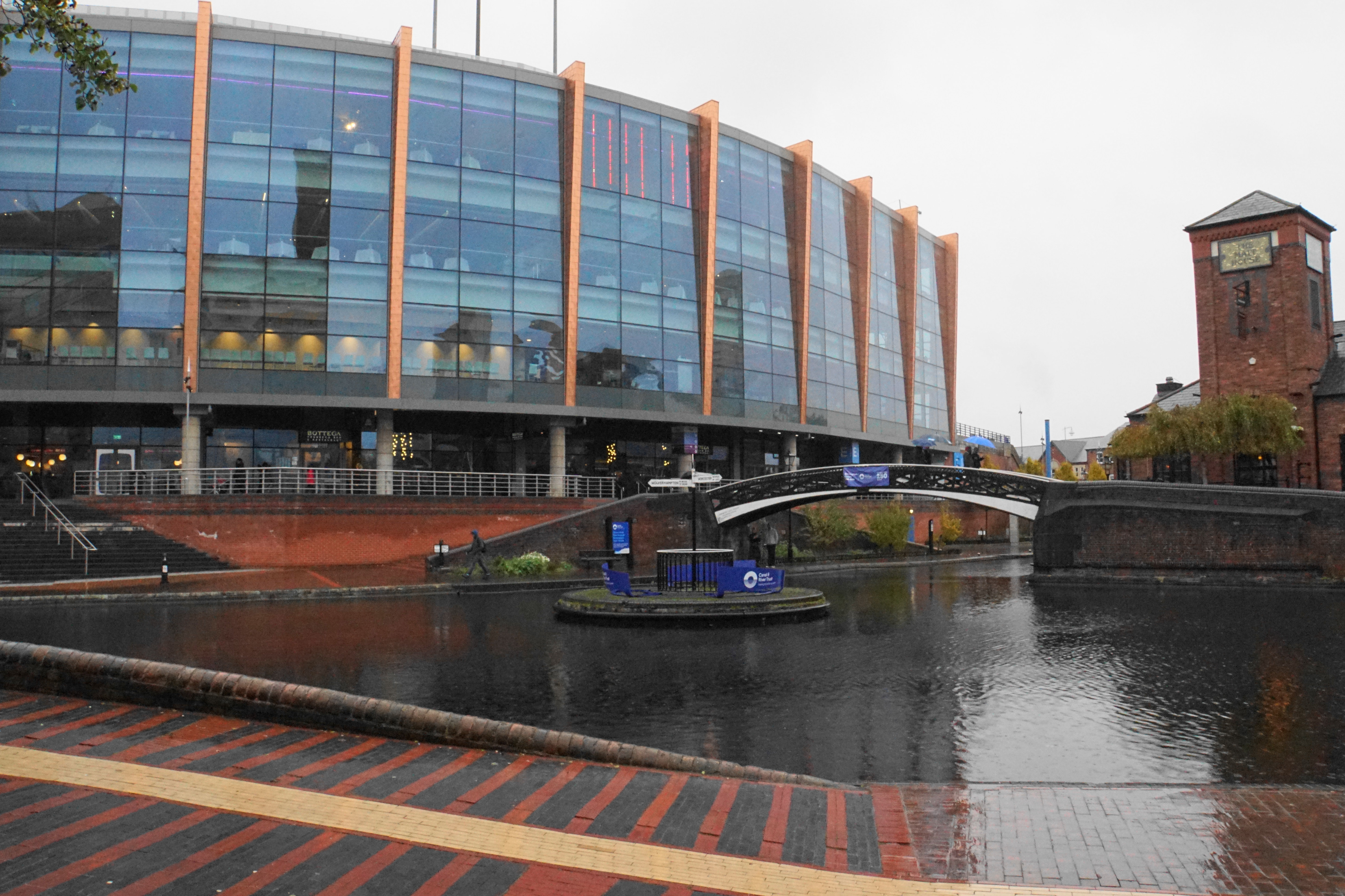
Arena Birmingham (2019)

De meeste accommodaties voor de Gemenebestspelen bevonden zich in Birmingham zelf, met een paar sportlocaties in Coventry, Leamington Spa, Sandwell en Londen. De openings- en sluitingsceremonie vonden plaats in Alexander Stadium in Perry Barr dat voor £72 miljoen gerenoveerd werd en tijdens de Spelen plaats bood aan 30.000 toeschouwers. De permanente capaciteit van het stadion werd bovendien verhoogd van 12.700 zitplaatsen naar 18.000. Voor het zwemtoernooi werd in Smethwick voor £73 miljoen een nieuw zwembad gebouwd. De atleten werden tijdens de Spelen ondergebracht op drie bestaande campussen in en rondom Birmingham, te weten: de Universiteit van Birmingham (ca. 2800 atleten), de Universiteit van Warwick (ca. 1900 atleten) en de NEC Hotel Campus (ca. 1600 atleten).
| Accommodatie                | Locatie        | Evenementen                                            | Status      |
| --------------------------- | -------------- | ------------------------------------------------------ | ----------- |
| Alexander Stadium           | Birmingham     | openings- en sluitingsceremonie, atletiek              | gerenoveerd |
| Arena Birmingham            | Birmingham     | gymnastiek                                             | bestaand    |
| Cannock Chase               | Staffordshire  | mountainbike                                           | bestaand    |
| Coventry Arena              | Coventry       | rugby sevens, judo, worstelen                          | bestaand    |
| Edgbaston Cricket Ground    | Birmingham     | cricket                                                | bestaand    |
| Lee Valley VeloPark         | Londen         | baanwielrennen                                         | bestaand    |
| National Exhibition Centre  | Solihull       | badminton, boksen, tafeltennis, netball, gewichtheffen | bestaand    |
| Sandwell Aquatics Centre    | Smethwick      | zwemsport                                              | nieuw       |
| Smithfield                  | Birmingham     | 3x3-basketbal, 3x3-roelstoelbasketbal, beachvolleybal  | bestaand    |
| Sutton Park                 | Birmingham     | triatlon                                               | bestaand    |
| St Nicholas' Park           | Warwick        | wegwedstrijd                                           | bestaand    |
| Universiteit van Birmingham | Birmingham     | hockey, squash                                         | bestaand    |
| Victoria Park               | Leamington Spa | bowls                                                  | bestaand    |
| West Park                   | Wolverhampton  | tijdrit                                                | bestaand    |

## Spelen

### Deelnemende landen
De volgende landen hadden bevestigd atleten naar de Gemenebestspelen van 2022 te sturen (stand op 24 juli 2022).

### Sporten
Bij de Gemenebestspelen van 2022 werden verspreid over 20 sporten 280 evenementen afgewerkt, waaronder 39 para-onderdelen. Het aantal evenementen voor vrouwen (136) was iets groter dan dat voor mannen (134); de netbal- en cricketcompetities waren enkel voor vrouwen. Verder stonden er tien gemengde onderdelen op het programma, waaronder de gemengde estafettes in de atletiek en bij het zwemmen. Ten opzichte van 2018 waren judo en cricket – voor het eerst sinds 1998 – aan het programma toegevoegd, terwijl de schietsport ontbrak. Daarnaast was het basketbaltoernooi in 2022 vervangen door de drie-tegen-drie-variant van de sport.

### Programma
| O | Openingsceremonie | ● | Wedstrijden | 1 | Finales | S | Sluitingsceremonie |

| Sporten        | Sporten        | Juli | Juli | Juli | Juli | Augustus | Augustus | Augustus | Augustus | Augustus | Augustus | Augustus | Augustus | Evenementen |
| Sporten        | Sporten        | 28   | 29   | 30   | 31   | 1        | 2        | 3        | 4        | 5        | 6        | 7        | 8        | Evenementen |
| -------------- | -------------- | ---- | ---- | ---- | ---- | -------- | -------- | -------- | -------- | -------- | -------- | -------- | -------- | ----------- |
| Ceremonies     | Ceremonies     | O    |      |      |      |          |          |          |          |          |          |          | S        | –           |
| 3x3-basketbal  | 3x3-basketbal  |      | ●    | ●    | ●    | ●        | 4        |          |          |          |          |          |          | 4           |
| Atletiek       | Atletiek       |      |      | 4    |      |          | 6        | 7        | 7        | 4        | 15       | 16       |          | 53          |
| Badminton      | Badminton      |      | ●    | ●    | ●    | ●        | 1        | ●        | ●        | ●        | ●        | ●        | 5        | 6           |
| Beachvolleybal | Beachvolleybal |      |      | ●    | ●    | ●        | ●        | ●        | ●        | ●        | ●        | 2        |          | 2           |
| Boksen         | Boksen         |      | ●    | ●    | ●    | ●        | ●        | ●        | ●        |          | ●        | 16       |          | 16          |
| Bowls          | Bowls          |      | ●    | ●    | ●    | 2        | 3        | 1        | ●        | 2        | 3        |          |          | 11          |
| Cricket        | Cricket        |      | ●    | ●    | ●    |          | ●        | ●        | ●        |          | ●        | 1        |          | 1           |
| Gewichtheffen  | Gewichtheffen  |      |      | 4    | 3    | 3        | 3        | 3        |          |          |          |          |          | 16          |
| Gymnastiek     | Ritmisch       |      |      |      |      |          |          |          | 1        | 1        | 4        |          |          | 20          |
| Gymnastiek     | Turnen         |      | 1    | 1    | 2    | 5        | 5        |          |          |          |          |          |          | 20          |
| Hockey         | Hockey         |      | ●    | ●    | ●    | ●        | ●        | ●        | ●        | ●        | ●        | 1        | 1        | 2           |
| Judo           | Judo           |      |      |      |      | 5        | 4        | 5        |          |          |          |          |          | 14          |
| Netbal         | Netbal         |      | ●    | ●    | ●    | ●        | ●        | ●        | ●        | ●        | ●        | 1        |          | 1           |
| Powerliften    | Powerliften    |      |      |      |      |          |          |          | 4        |          |          |          |          | 4           |
| Rugby          | Rugby          |      | ●    | ●    | 2    |          |          |          |          |          |          |          |          | 2           |
| Schoonspringen | Schoonspringen |      |      |      |      |          |          |          | 2        | 3        | 3        | 2        | 2        | 12          |
| Squash         | Squash         |      | ●    | ●    | ●    | ●        | ●        | 2        | ●        | ●        | ●        | 1        | 2        | 5           |
| Tafeltennis    | Tafeltennis    |      | ●    | ●    | ●    | 1        | 1        | ●        | ●        | ●        | 3        | 4        | 2        | 10          |
| Triatlon       | Triatlon       |      | 2    |      | 3    |          |          |          |          |          |          |          |          | 5           |
| Wielersport    | Baan           |      | 6    | 4    | 6    | 4        |          |          |          |          |          |          |          | 26          |
| Wielersport    | Mountainbike   |      |      |      |      |          |          | 2        |          |          |          |          |          | 26          |
| Wielersport    | Weg            |      |      |      |      |          |          |          | 2        |          |          | 2        |          | 26          |
| Worstelen      | Worstelen      |      |      |      |      |          |          |          |          | 6        | 6        |          |          | 12          |
| Zwemmen        | Zwemmen        |      | 7    | 10   | 9    | 8        | 10       | 10       |          |          |          |          |          | 54          |
| Totaal         | Totaal         |      | 16   | 23   | 25   | 28       | 37       | 30       | 16       | 16       | 34       | 46       | 12       | 283         |

Atletiek · Badminton · Basketbal · Beachvolleybal · Boksen · Bowls · Cricket · Gewichtheffen · Gymnastiek · Hockey · Judo · Netball · Powerlifting · Rugby · Schoonspringen · Squash · Tafeltennis · Triatlon · Wielersport · Worstelen · Zwemmen
1930 ·
1934 ·
1938 ·
1950 ·
1954 · 
1958 · 
1962 · 
1966 ·
1970 · 
1974 ·
1978 ·
1982 ·
1986 ·
1990 ·
1994 ·
1998 ·
2002 ·
2006 ·
2010 ·
2014 ·
2018 ·
2022 ·
2026